# Storkyrkan
Storkyrkan (De grote kerk) is de Lutheraanse kathedraal van het bisdom Stockholm binnen de Zweedse Kerk. Het kerkgebouw ligt in Gamla stan in Stockholm. 

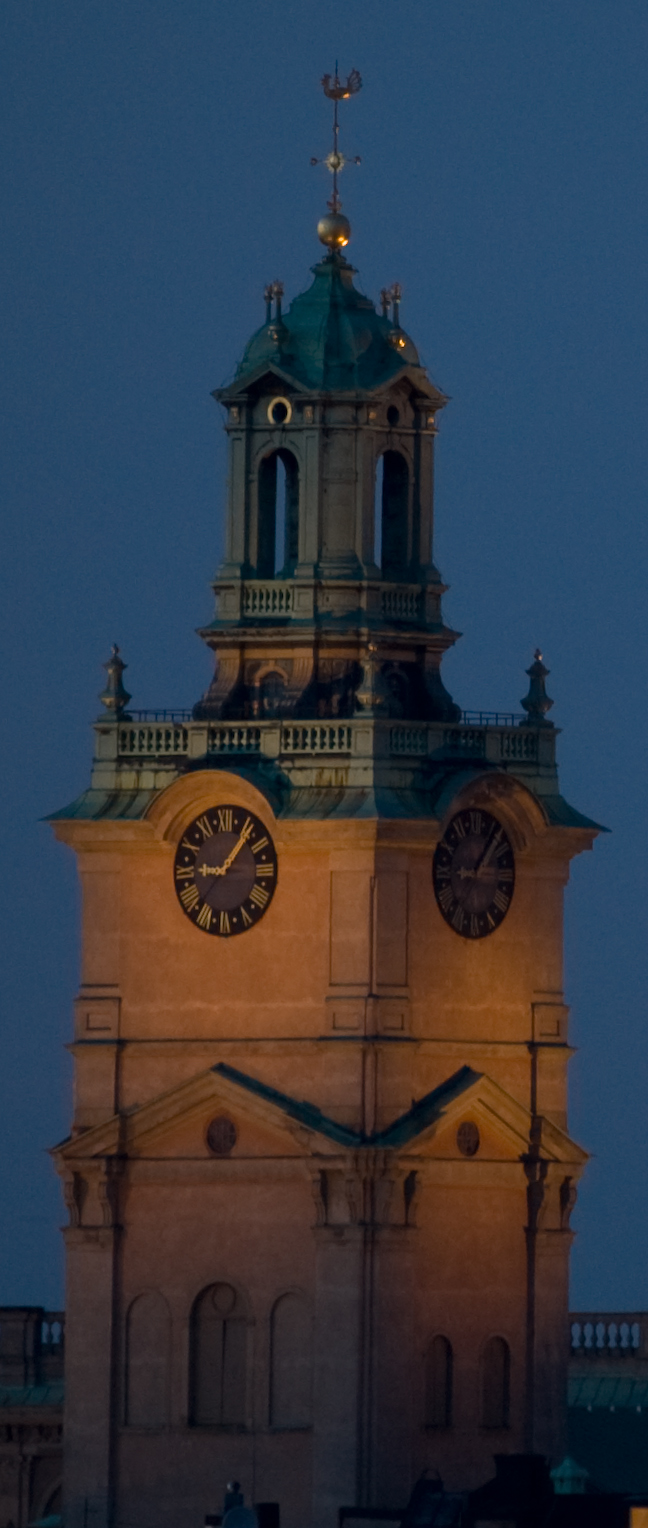
Klokkentoren

Het is de oudste kerk van Stockholm, gebouwd in baksteengotiek. Al in 1279 werd de kerk in geschriften genoemd. In 1527 werd de kerk luthers. Het exterieur is later in barokke stijl aangekleed om te passen bij het direct naast de kerk gelegen Koninklijke Paleis. In 1743 is de 66 meter hoge toren aan de kerk toegevoegd. De kerk is het vaste toneel voor de kroningen en huwelijkssluitingen van het Zweedse koningshuis. Ook vindt hier jaarlijks half september voorafgaand aan de opening van het parlementaire jaar een dienst plaats. Waar de Storkyrkan als kroningkerk fungeert, vinden de koninklijke begrafenissen veelal plaats in de nabij gelegen Ridderholmskyrkan.